# زیتون‌وش‌ها
زیتون‌وش‌ها (نام علمی: Elaeocarpus) نام یک سرده از تیره زیتون‌وشان است.